# Újrahasznosítás Svédországban
Az újrahasznosítás Svédországban a huszadik század első éveitől kezdve jelen van. Már 1904-ben hőerőművekben égették el a keletkezett szilárdhulladék egy részét. Napjainkban több mint 99 százalékát hasznosítják újra a háztartási hulladéknak, míg 1975-ben ugyanez az arány még csupán 38 százalék volt. Minden lakóövezetben minimum 300 méteren belül található egy újrahasznosítható anyagokat szelektíven gyűjtő hulladékgyűjtő. 2015-ben közel 2,3 millió tonnányi háztartási hulladékot égettek el az ország hőerőműveiben és ugyanebben az évben több mint 1,3 millió tonnányi háztartási hulladékot importáltak Norvégiából, az Egyesült Királyságból, valamint Írországból. 2017-ben 32 hőerőműben folyt hulladékégetés. 1985 óta 99 százalékkal tudták csökkenteni a hőerőművek kéményeiből a légkörbe jutó nehézfémek mennyiségét, miközben mára háromszor annyi hulladékot égetnek el, mint akkor. A háztartási hulladék mintegy fele kerül elégetésre az országban. 
A svéd háztartásokban elkülönülten gyűjtik az elemeket, az izzókat, az elhasználódott elektronikai eszközöket, a fémeket, az újságpapírt, az üveget, valamint a műanyagokat. Számos községben külön előírások alapján az ételmaradékokat is elkülönülten kell gyűjteni.